# 5796 Klemm
5796 Klemm è un asteroide della fascia principale. Scoperto nel 1978, presenta un'orbita caratterizzata da un semiasse maggiore pari a 2,4508728 UA e da un'eccentricità di 0,0616543, inclinata di 1,97315° rispetto all'eclittica.